# Campionato italiano maschile di pallavolo
Il Campionato italiano di pallavolo maschile è una manifestazione sportiva annuale e nazionale, articolata su diverse categorie, organizzata in Italia da diversi organi federali. Il massimo torneo nazionale è la Serie A (suddiviso in SuperLega, A2 ed A3), organizzato dalla Lega Pallavolo Serie A su mandato della Federazione Italiana Pallavolo (FIPAV). La vincitrice del campionato di SuperLega è detentrice dello scudetto e del titolo di Campione d'Italia.
L'organizzazione del campionato di Serie B è invece affidato alla Lega Nazionale Pallavolo; la Serie C e la D sono gestiti dai comitati regionali della FIPAV. Infine, i tornei minori di Prima, Seconda e Terza Divisione e di libera iscrizione sono organizzati dai comitati territoriali FIPAV.
Le società pallavolistiche partecipano ai diversi campionati a seconda dei diritti sportivi ottenuti nella precedente stagione; tra un'annata e l'altra i titoli sportivi dei campionati nazionali e regionali possono essere ceduti o scambiati con quelli di altre società. Al contrario di quanto avviene in altre discipline sportive, ogni società può detenere diritti sportivi e partecipare (con atleti diversi) a più campionati a patto che, dalla Serie A alla D, non siano contigui tra di loro.

## Struttura
Dalla stagione 2019-2020, i campionati italiani di pallavolo maschile sono così suddivisi:
- Campionati nazionali di primo livello

1. SuperLega
2. Serie A2
3. Serie A3
- Campionati nazionali di secondo livello

4. Serie B
5. Serie C
- Campionato regionale di secondo livello

6. Serie D
- Campionati territoriali

7. Prima Divisione
8. Seconda Divisione
9. Terza Divisione

## Serie A
La Serie A è il principale torneo nazionale, diviso in SuperLega, A2 e A3. Le squadre partecipanti alla manifestazione (attualmente 54, 12 per la SuperLega, e 14 per la A2 e 28 per la A3) sono riunite dal 7 giugno 1987 nella Lega Pallavolo Serie A, che ha sede a Bologna in via Rivani, 6.
Il pallone ufficiale dei campionati di serie A1, A2 e A3 è il Mikasa V300W.

### SuperLega
La SuperLega, che attualmente raccoglie 12 squadre, si compone di due fasi:
- la regular season, in cui le 12 partecipanti si sfidano in un girone all'italiana di 22 giornate tra andata e ritorno. In questa fase vengono decretati i nomi delle squadre destinate a prendere parte alla fase successiva e le due squadre retrocesse in A2;
- i play-off scudetto, composti da quarti di finale, semifinali e finale. Gli scontri vengono disputati al meglio delle 2 o 3 partite e la vincitrice della finale viene proclamata campione d'Italia.

Le prime otto squadre classificate al termine del girone d'andata guadagnano la qualificazione alla Coppa Italia di SuperLega, competizione alla quale viene abbinata la manifestazione itinerante Volley Land.
Le squadre che meglio si comportano in campionato e coppa ottengono la qualificazione alle competizioni europee per la stagione successiva: la squadra Campione d'Italia, la vincitrice della Regular Season e la vincitrice della Coppa Italia sono qualificate in Champions League, qualora una squadra vinca 2 o 3 dei titoli appena menzionati vengono "ripescate" la perdente della finale scudetto e successivamente la meglio classificata in regular season tra le semifinaliste; accede alla Coppa CEV la perdente la finale scudetto oppure la meglio classificata in regular season tra le semifinaliste; viene ammessa alla Challenge Cup la squadra vincitrice di apposito playoff.

### Serie A2
La Serie A2, è strutturata su girone unico ed attualmente raccoglie 14 squadre. Si compone anch'essa di due fasi:
- la regular season, in cui le 14 partecipanti si sfidano in un girone unico all'italiana di 26 giornate tra andata e ritorno. In questa fase vengono decretati i nomi della squadra promossa direttamente in SuperLega, delle otto squadre destinate a prendere parte alla fase successiva e delle cinque squadre retrocesse in Serie A3;
- i play-off promozione, strutturati su quarti, semifinali e finali, che verranno giocati al meglio delle tre o delle cinque partite. La vincitrice di due delle tre gare di finale ottiene la seconda promozione in SuperLega.

Le prime otto squadre classificate al termine del girone d'andata guadagnano la qualificazione alla Coppa Italia di Serie A2, con una eventuale Final Four disputata in una sede predefinita.

### Serie A3
La Serie A3, è strutturata su due gironi (bianco e blu) ed attualmente raccoglie 28 squadre, 14 per girone. Si compone anch'essa di due fasi:
- la regular season, in cui le 28 partecipanti si sfidano in due gironi all'italiana di 26 giornate tra andata e ritorno. In questa fase vengono decretate le migliori sette squadre che parteciperanno ai playoff articolati in diverse fasi e le quattro retrocesse in serie B più le quattro che disputeranno i playout;
- i play-off promozione, strutturati su ottavi, quarti, semifinali e finali.

Le prime quattro squadre classificate dei due gironi al termine della fase d'andata guadagnano la qualificazione alla Coppa Italia di Serie A3, con una eventuale Final Four disputata in una sede predefinita.

## Serie B
La Serie B è un campionato nazionale organizzato dalla FIPAV. Dalla stagione 2016-17 sostituisce i campionati di Serie B1 e Serie B2. Vi prendono parte 112 squadre che sono suddivise secondo criteri di vicinanza geografica in 8 gironi da 14 squadre ciascuno. Le squadre che vi partecipano sono raggruppate nella Lega Nazionale Pallavolo Serie B, che ha sede a Burago di Molgora, in provincia di Monza e Brianza. La Serie B si articola in due fasi:
- la regular season, basata sulla formula del girone all'italiana con gare d'andata e ritorno, che determina 27 retrocessioni (3 retrocessioni dirette per ciascun girone e play out fra le 11^ classificate per le altre 3 retrocessioni) ;
- i play-off promozione, che determinano il nome delle 6 squadre promosse in Serie A3.

## Serie C
Il campionato di Serie C è organizzato dai Comitati Regionali della FIPAV. È articolato su gironi composti da squadre di una stessa regione, ad eccezione delle società aventi sede in Valle d'Aosta, unificata da questo punto di vista con il Piemonte, in Molise, le cui società trovano il loro spazio nei gironi dell'Abruzzo e Basilicata che risulta accorpata alla Puglia.
Ogni Comitato Regionale stabilisce i calendari dei gironi di propria competenza e i criteri per la promozione anche attraverso play-off. I Comitati Regionali stabiliscono inoltre le retrocessioni in Serie D.

## Serie D
Come il campionato di Serie C, anche quello di Serie D è organizzato dai Comitati Regionali della FIPAV. Anche in questo caso, le squadre della Valle d'Aosta vengono inserite nei gironi piemontesi.
Ogni Comitato Regionale stabilisce il numero delle squadre del proprio territorio partecipanti al campionati e il numero di gironi in cui queste vengono suddivise (orientativamente le società sono circa il doppio di quelle che prendono parte alla Serie C), oltre al numero delle promozioni in C e il numero delle retrocessioni in Prima Divisione.

## Campionati Territoriali
La Prima Divisione, la Seconda Divisione e la Terza Divisione sono campionati organizzati dai Comitati Territoriali della FIPAV, i quali stabiliscono, a seconda della quantità e della qualità del movimento pallavolistico zonale, il numero di gironi, di squadre partecipanti in ciascuno di essi, le promozioni e retrocessioni tra una divisione e l'altra.
Il campionato di minor livello organizzato da ciascun Comitato Territoriale accoglie, oltre alle squadre che detengono il diritto sportivo per tale serie, le squadre delle società al primo anno di affiliazione.